# دانيال تي. هايندان
دانيال تي. هايندان هو سياسي أمريكي، ولد في 22 فبراير 1839، وتوفي في 7 نوفمبر 1915. نشط حزبياً في الحزب الجمهوري. وقد انتخب نائب حاكم جنوب داكوتا ‏.